# Ivan Ryjov
Pour les articles homonymes, voir Ryjov.
Ivan Petrovitch Ryjov (en russe : Ива́н Петро́вич Рыжо́в), né le 25 janvier 1913 dans le gouvernement de Moscou et mort le 25 mars 2004 à Moscou, est un acteur soviétique puis russe.

## Biographie
Né dans le village Zelionaïa Sloboda, dans le gouvernement de Moscou alors sous Empire russe, Ivan Ryjov sort d'une formation d'art dramatique au sein du théâtre de la Révolution de Moscou en 1935 et se produit sur scène de ce théâtre. En 1940, il est engagé par les studios Soyuzdetfilm, puis, en 1945, est intègre la troupe du théâtre national d'acteur de cinéma.
Sa carrière au cinéma commence en 1939. Il se distingue comme acteur de genre et incarne souvent les gens du peuple, les moujiks, les ouvriers, les fonctionnaires. Il a joué en tout dans plus de cent-quarante films.
Ivan Ryjov meurt d'une hémorragie après s'être blessé accidentellement chez lui, à l'âge de 91 ans. Il est enterré au cimetière de Perepetch, dans l'oblast de Moscou.

## Distinctions
- Artiste émérite de la RSFSR (1974)
- Artiste du peuple de la RSFSR (1980)
- ordre du Drapeau rouge du Travail (1991)

## Filmographie partielle
- 1943 : Nous, de l'Oural (Мы с Урала) de Lev Koulechov et Alexandra Khokhlova : Ivan Dmitrievitch
- 1947 : Le Dit de la terre sibérienne (Сказание о земле Сибирской) d'Ivan Pyriev : radeleur
- 1947 : Soldat Alexandre Matrosov (Рядовой Александр Матросов) de Leonid Loukov : Fedortchuk
- 1948 : Histoire d'un homme véritable (Повесть о настоящем человеке) d'Alexandre Stolper : soldat à l'hôpital
- 1956 : Le Géant de la steppe (Илья Муромец) de Alexandre Ptouchko : chef de garde
- 1958 : Le Don paisible (Тихий Дон) de Sergueï Guerassimov : Charalampe Ermakov
- 1959 : Moumou (Муму) de Evgueni Teterine (ru) : Gavrila Andreitch
- 1964 : Il était une fois un gars (Живет такой парень, Jiviot takoï paren) de Vassili Choukchine : gestionnaire de base pétrolière
- 1966 : Andreï Roublev (Андрей Рублёв) d'Andreï Tarkovski : le vieux maître (non crédité, voix)
- 1972 : La Maitrise du feu (aussi Dompter le feu, en russe : Укрощение огня) de Daniil Khrabrovitsky : Alekseitch
- 1972 : À bâtons rompus (Petchki-lavotchki, Печки-лавочки) de Vassili Choukchine : chef du wagon
- 1972 : Les ombres disparaissent à midi (Тени исчезают в полдень) : Andron Makarovitch
- 1973 : Le Garçon perdu (Совсем пропащий) de Gueorgui Danielia : Bugs
- 1973 : L'Obier rouge (Калина красная) de Vassili Choukchine : père de Liouba
- 1974 : A Lover's Romance (Романс о влюбленных) de Andreï Kontchalovski : Vassili Vassilevitch
- 1975 : Quand arrive septembre (Когда наступает сентябрь) de Edmond Keossaian : médecin militaire
- 1977 : Bim chien blanc à l'oreille noire (Белый Бим Чёрное ухо) de Stanislav Rostotski : portier
- 1979 : Air Crew (Экипаж) de Alexander Mitta : Ivan Petrovich
- 1979 : Tzigane (Цыган, Țsygan) d'Aleksandr Blank (ru) : Strepetov
- 1994 : Les Aventures d'Ivan Tchonkine (Život a neobyčejná dobrodružství vojáka Ivana Čonkina) de Jiří Menzel : Chapkine